# Cymothoa frontalis
Cymothoa frontalis là một loài chân đều trong họ Cymothoidae. Loài này được H. Milne Edwards miêu tả khoa học năm 1840.